# 에스타디오 프란시스코 데 라 에라
에스타디오 프란시스코 데 라 에라(스페인어: Estadio Francisco de la Hera)는 스페인 엑스트레마두라주 바다호스도 알멘드랄레호에 위치한 축구장이다. 2022년부터 CD 엑스트레마두라 1924의 홈구장으로 이용되고 있다.